# Palais de la Loggia
Le palais de la Loggia (en italien : palazzo della Loggia) est un palais gothique vénitien situé à Koper/Capodistria, une ville portuaire du sud-ouest de la Slovénie. C'est le seul hôtel de ville gothique conservé en Slovénie.

## Histoire
La première partie du bâtiment existant date de 1462, lorsque les travaux de construction ont commencé pour remplacer une loggia antérieure qui se trouvait au même endroit du côté nord de la place principale de Koper, en face du Palais prétorien .
À la suite d'une épidémie de peste à Koper en 1553-1555  la façade de la Loggia a été ornée d'armoiries et une statue en terre cuite de la Vierge à l'Enfant a été érigée dans une niche au-dessus de la colonne d'angle gauche.
D'autres travaux ont été effectués en 1698, lorsqu'un deuxième étage a été ajouté et la façade a été prolongée avec deux arches supplémentaires prises du côté ouest du palais .
La Loggia abrite actuellement un café au rez-de-chaussée ,. Au deuxième étage, il abrite une galerie d'art.